# Denis Gauthier
Pour les articles homonymes, voir Gauthier.
Denis Gauthier Jr. (né le 1er octobre 1976 à Montréal au Québec, Canada) est un joueur retraité de hockey sur glace professionnel de la Ligue nationale de hockey, ayant terminé sa carrière avec les Kings de Los Angeles. Il évoluait à la position de défenseur. Il est le fils de Denis Gauthier, lutteur et culturiste québécois, et de l'ex-culturiste et promotrice de lutte WWF Joanne Rougeau, fille de la famille québécoise de lutteurs Rougeau, dont font partie le père Jacques et les trois frères Armand, Raymond et Jacques, ces deux derniers ayant évolué sous le pseudonyme The Mounties de 1980 à 1990 pour la World Wrestling Federation. Il habite Drummondville et est maintenant commentateur et panéliste pour le Réseau des Sports (RDS).

## Carrière dans la LNH
Gauthier a été repêché par les Flames de Calgary lors du repêchage d'entrée dans la LNH 1995, à la 20e position. Reconnu surtout pour ses mises en échec percutantes, il fit ses débuts dans la LNH en 1997 et est rapidement devenu un joueur clé en raison de son jeu physique à la ligne bleue.
Lors des séries éliminatoires 2004, alors que les Flames se sont rendus jusqu'aux finales de la Coupe Stanley, Gauthier n'a disputé que les matches de la première ronde, ayant subi une blessure au genou lors de la 6e partie contre les Canucks de Vancouver.
Au cours de l'été 2004, il a été échangé aux Coyotes de Phoenix dans une transaction qui a également impliqué Daymond Langkow et Oleg Saprykin.
En 2006, Gauthier a été échangé aux Flyers de Philadelphie dans un échange impliquant aussi Josh Gratton et deux choix de deuxième ronde au repêchage 2006. Le 1er juillet 2008, il est échangé aux Kings de Los Angeles en retour de Ned Lukacevic et de Patrik Hersley.

## Trophées
Ligue de hockey junior majeur du Québec
- 1995-1996 : Trophée Émile-Bouchard

## Carrière internationale
Il a représenté le Canada en 1996 lors du Championnat du monde junior de hockey sur glace

## Statistiques
| Saison     | Équipe                      | Ligue      |     | Saison régulière | Saison régulière | Saison régulière | Saison régulière | Saison régulière |   | Séries éliminatoires | Séries éliminatoires | Séries éliminatoires | Séries éliminatoires | Séries éliminatoires |
| Saison     | Équipe                      | Ligue      | PJ  | B                | A                | Pts              | Pun              | PJ               | B | A                    | Pts                  | Pun                  |                      |                      |
| 1992-1993  | Voltigeurs de Drummondville | LHJMQ      | 61  | 1                | 7                | 8                | 136              |                  |   |                      |                      |                      |                      |                      |
| 1993-1994  | Voltigeurs de Drummondville | LHJMQ      | 60  | 0                | 7                | 7                | 176              |                  |   |                      |                      |                      |                      |                      |
| 1994-1995  | Voltigeurs de Drummondville | LHJMQ      | 64  | 9                | 31               | 40               | 190              | 4                | 0 | 5                    | 5                    | 12                   |                      |                      |
| 1995-1996  | Voltigeurs de Drummondville | LHJMQ      | 53  | 25               | 49               | 74               | 140              |                  |   |                      |                      |                      |                      |                      |
| 1995-1996  | Flames de Saint-Jean        | LAH        | 5   | 2                | 0                | 2                | 8                | 16               | 1 | 6                    | 7                    | 20                   |                      |                      |
| 1996-1997  | Flames de Saint-Jean        | LAH        | 73  | 3                | 28               | 31               | 74               | 5                | 0 | 0                    | 0                    | 6                    |                      |                      |
| 1997-1998  | Flames de Saint-Jean        | LAH        | 68  | 4                | 20               | 24               | 154              | 21               | 0 | 4                    | 4                    | 83                   |                      |                      |
| 1997-1998  | Flames de Calgary           | LNH        | 10  | 0                | 0                | 0                | 16               |                  |   |                      |                      |                      |                      |                      |
| 1998-1999  | Flames de Calgary           | LNH        | 55  | 3                | 4                | 7                | 68               |                  |   |                      |                      |                      |                      |                      |
| 1998-1999  | Flames de Saint-Jean        | LAH        | 16  | 0                | 3                | 3                | 31               |                  |   |                      |                      |                      |                      |                      |
| 1999-2000  | Flames de Calgary           | LNH        | 39  | 1                | 1                | 2                | 50               |                  |   |                      |                      |                      |                      |                      |
| 2000-2001  | Flames de Calgary           | LNH        | 62  | 2                | 6                | 8                | 78               |                  |   |                      |                      |                      |                      |                      |
| 2001-2002  | Flames de Calgary           | LNH        | 66  | 5                | 8                | 13               | 91               |                  |   |                      |                      |                      |                      |                      |
| 2002-2003  | Flames de Calgary           | LNH        | 72  | 1                | 11               | 12               | 99               |                  |   |                      |                      |                      |                      |                      |
| 2003-2004  | Flames de Calgary           | LNH        | 80  | 1                | 15               | 16               | 113              | 6                | 0 | 1                    | 1                    | 4                    |                      |                      |
| 2005-2006  | Coyotes de Phoenix          | LNH        | 45  | 2                | 9                | 11               | 61               |                  |   |                      |                      |                      |                      |                      |
| 2005-2006  | Flyers de Philadelphie      | LNH        | 17  | 0                | 0                | 0                | 37               | 6                | 0 | 1                    | 1                    | 19                   |                      |                      |
| 2006-2007  | Flyers de Philadelphie      | LNH        | 43  | 0                | 4                | 4                | 45               |                  |   |                      |                      |                      |                      |                      |
| 2007-2008  | Phantoms de Philadelphie    | LAH        | 78  | 3                | 15               | 18               | 80               | 11               | 0 | 1                    | 1                    | 17                   |                      |                      |
| 2008-2009  | Kings de Los Angeles        | LNH        | 65  | 2                | 2                | 4                | 90               |                  |   |                      |                      |                      |                      |                      |
| Totaux LNH | Totaux LNH                  | Totaux LNH | 554 | 17               | 60               | 77               | 748              | 12               | 0 | 2                    | 2                    | 23                   |                      |                      |